# David Pham
Pour les articles homonymes, voir Pham.
David Pham, né le 10 février 1967 au Sud-Viêt Nam, est un joueur de poker professionnel. 

## Biographie
À 18 ans, David quitte le Viêt Nam pour les États-Unis à bord d'un bateau transportant 145 personnes. Seulement 46 ont survécu au voyage.
Une fois aux États-Unis, il va retrouver son cousin, Men Nguyen, qui lui offre un emploi dans sa blanchisserie, et lui apprend à jouer au poker.

## Poker
David Pham a remporté trois bracelets WSOP.
Il a participé à sept tables finales WPT, mais n'a pas remporté de titre pour le moment.
Ses gains en tournois dépassent les 8 000 000 $.
David Pham a été élu "Joueur de l'Année" par Card Player en 2000 et 2007.